# Württembergischer Landgraben

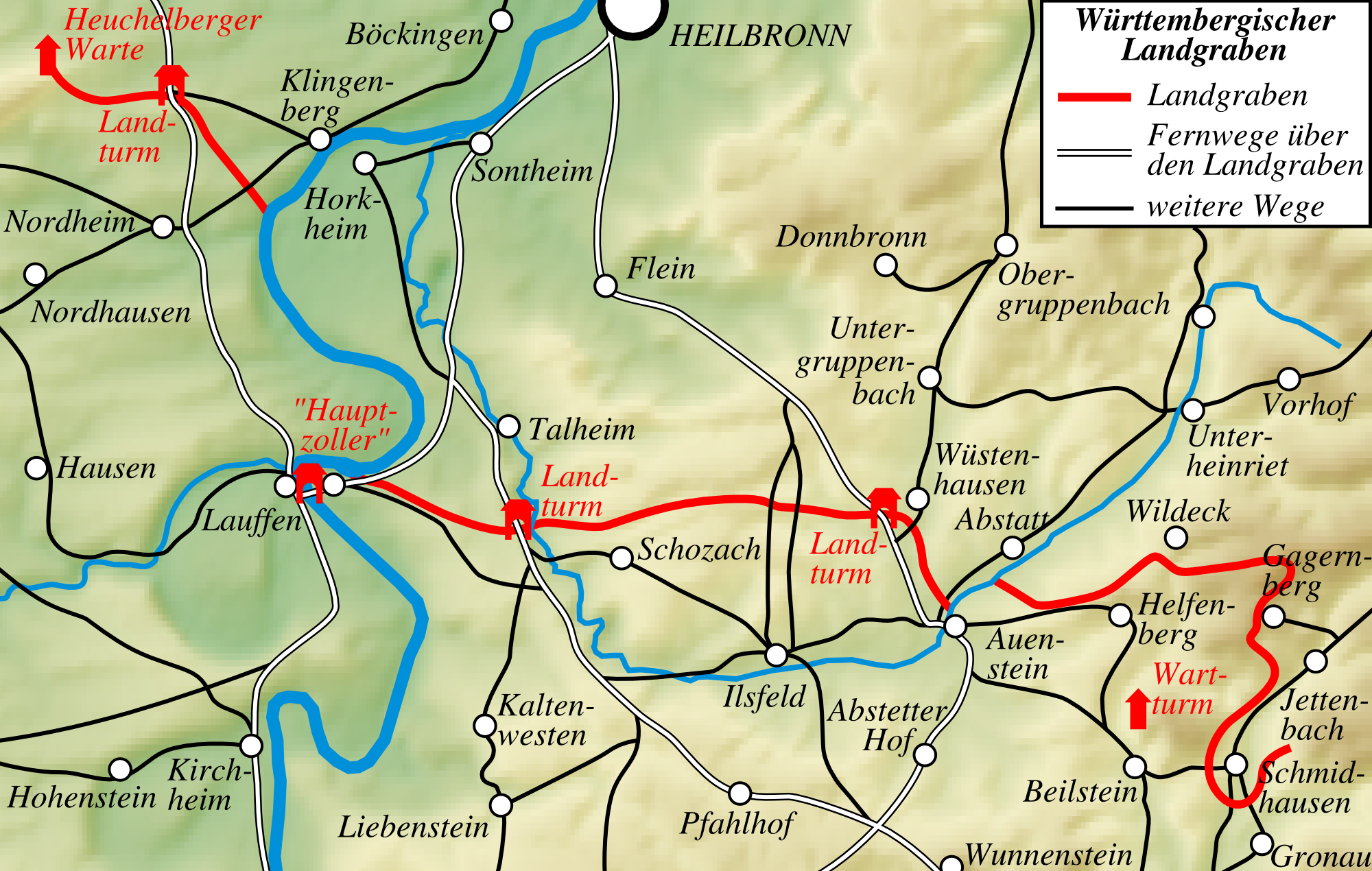
Verlauf des Württembergischen Landgrabens

Der Württembergische Landgraben, auch als Altwürttembergischer Landgraben bezeichnet, war eine im 15. Jahrhundert errichtete Grenzbefestigung im Norden Württembergs, die bis 1803 hauptsächlich als Zolleinnahmequelle diente. Sie war ursprünglich als Verteidigungsanlage geplant, ihre strategische Bedeutung war jedoch nur gering.

## Baugeschichte

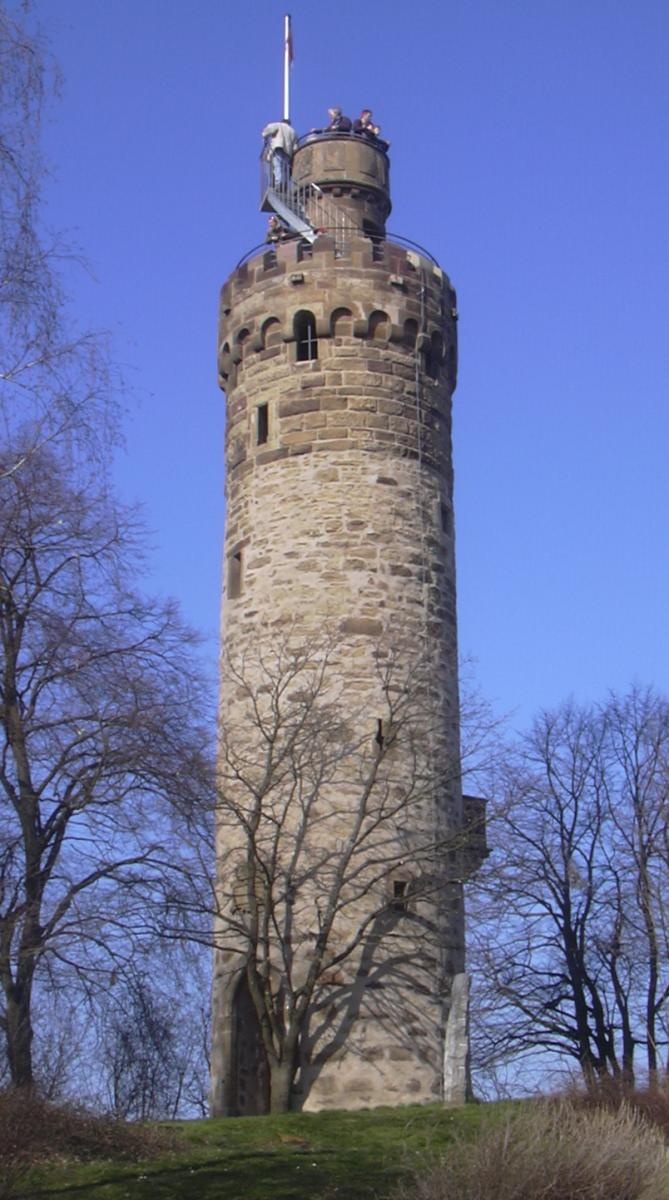
Heuchelberger Warte

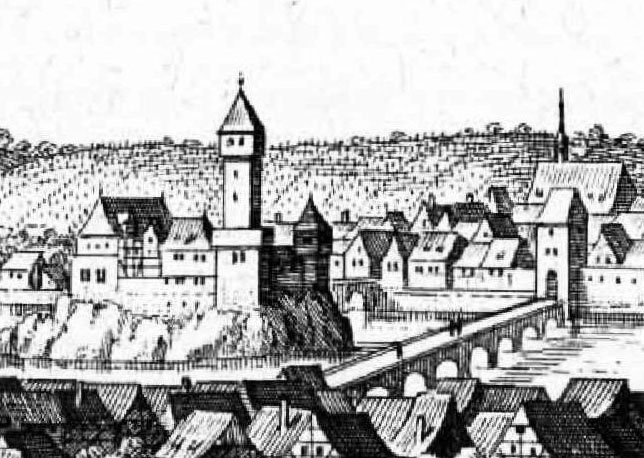
Der „Hauptzoller“ am rechten Neckarufer in Lauffen bis 1647

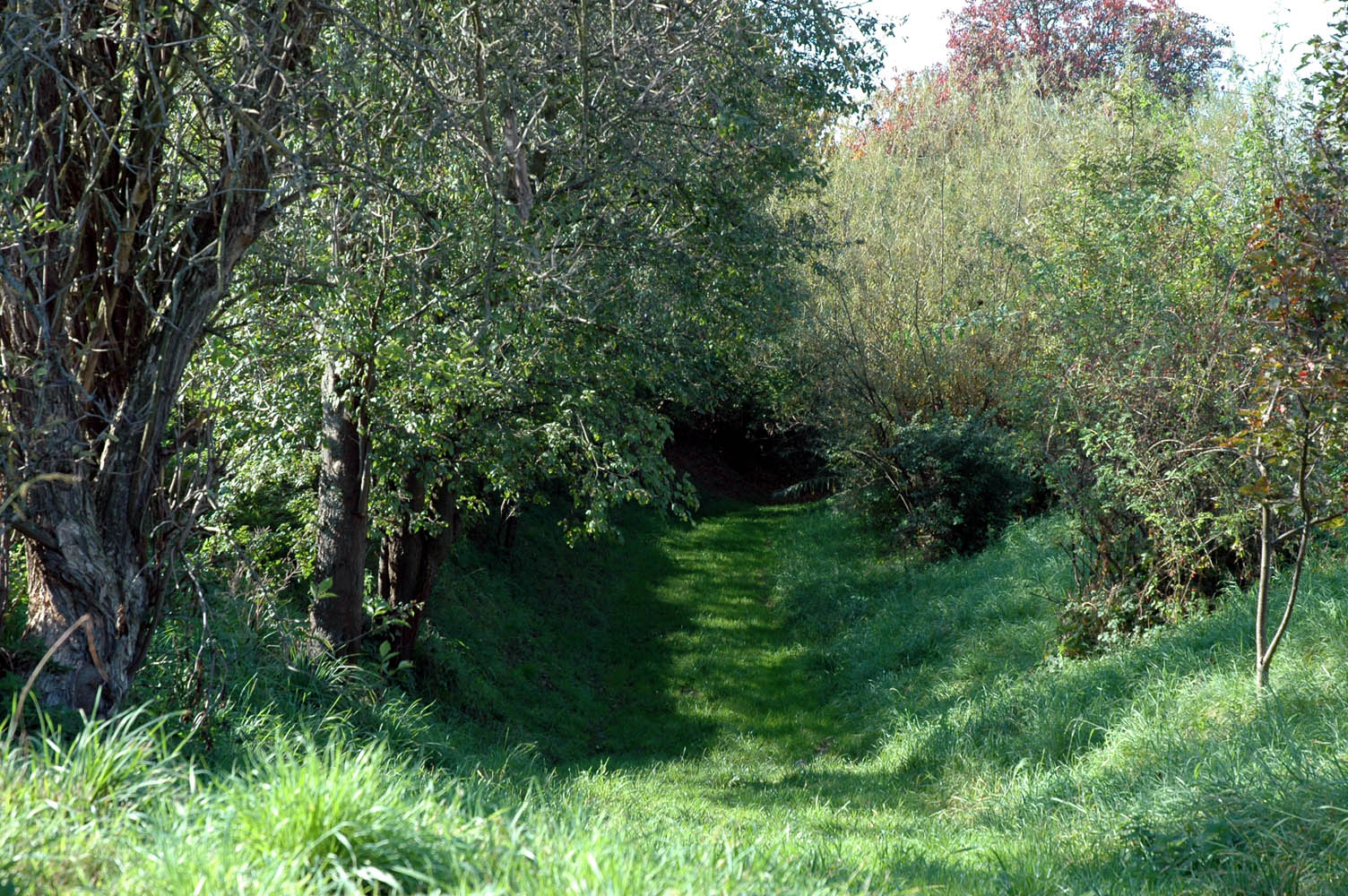
Reste des Grabens an der Ilsfelder Straße in Lauffen

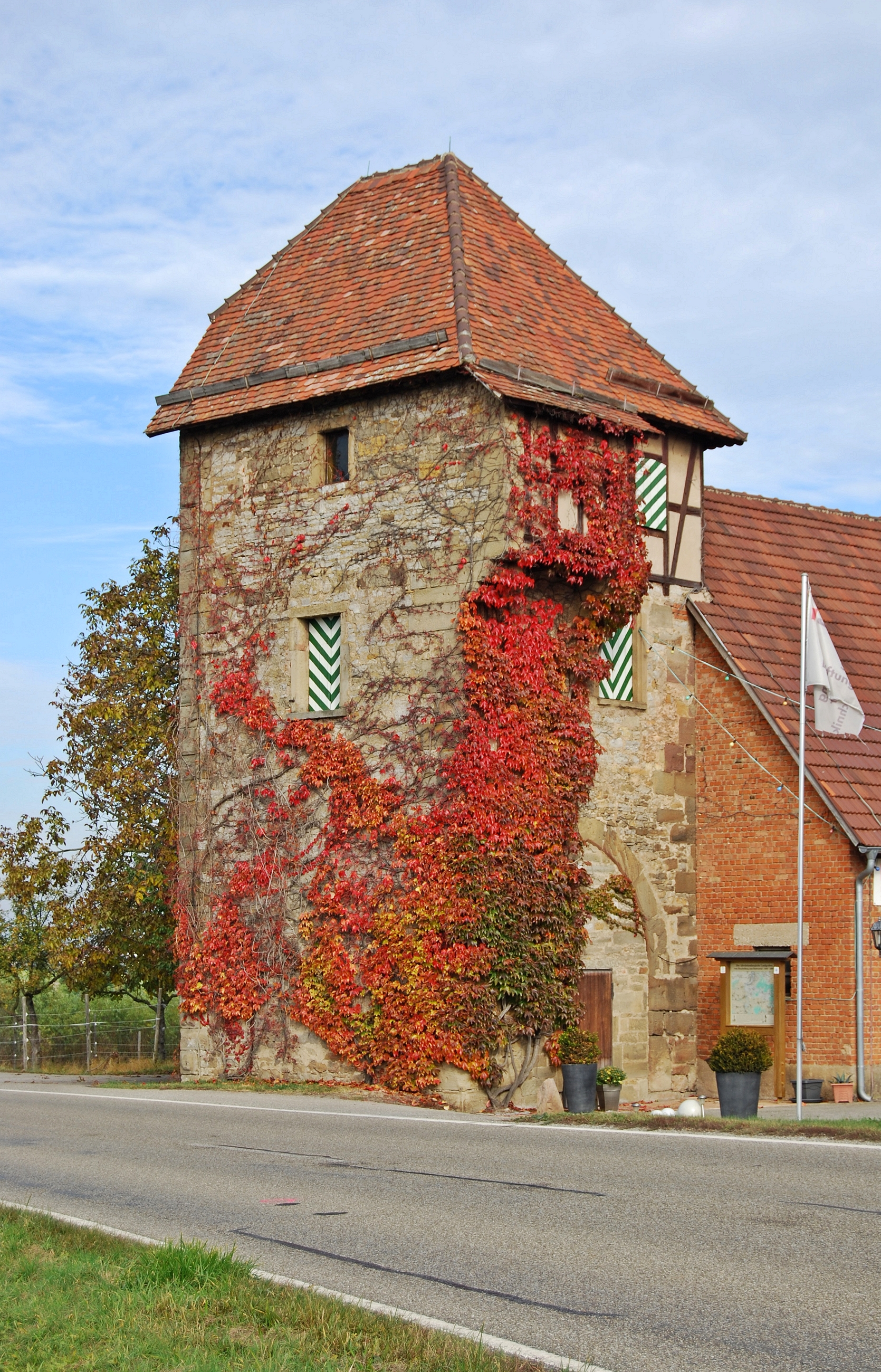
Lauffener Landturm

Bis Mitte des 15. Jahrhunderts hatte sich die Grafschaft Württemberg südlich von Heilbronn bis zu einer Linie ausgedehnt, die in etwa von den Städten Brackenheim, Lauffen und Beilstein markiert wurde. Diesem relativ geschlossenen Territorium standen im Norden mehrere kleinere Herrschaftsgebiete gegenüber: die neippergschen Besitzungen Neipperg, Schwaigern und Klingenberg, das odenheimische Großgartach, die zur Kurpfalz gehörigen Orte Schluchtern (das heute mit Großgartach die Gemeinde Leingarten bildet) und Horkheim sowie deren Herrschaft Stettenfels, das Deutschordens-Gebiet um Talheim sowie die löwensteinschen Gebiete um Unterheinriet und im Schmidbachtal, außerdem die Reichsstadt Heilbronn.
Zur Absicherung der Landesgrenze in diesem Bereich ließen die württembergischen Grafen eine Landwehr zwischen Heuchelberg und Löwensteiner Bergen errichten. Damit wurde das Neckarbecken zwischen den Höhenzügen auf beiden Seiten vollständig abgeriegelt. Vorbild dieser Anlage könnten die Rothenburger Landhege und die Haller Landheeg gewesen sein.
Den Anfang machte Graf Ulrich V. „der Vielgeliebte“ ab 1456 mit dem Bau des Landgrabens östlich des Neckars. Graf Eberhard im Bart setzte 1482/83 den Bau westlich des Flusses fort. Der geplante Weiterbau über die Höhen des Heuchelbergs bis nach Sternenfels war den Nachbarn zunehmend ein Dorn im Auge, und es kam zu Kriegsdrohungen. Im Wormser Vertrag des Jahres 1495 musste Eberhard auf den Weiterbau verzichten und erhielt im gleichen Zeitraum den Herzogstitel, was auf seine diplomatischen Fähigkeiten hinweist.
Von 1622 an entstand im Enzkreis zwischen Knittlingen und Neuhausen ein weiterer Abschnitt des Landgrabens.

## Verlauf
Der Landgraben hatte eine Länge von 31 Kilometern. Den westlichen Abschluss markierte die Heuchelberger Warte, von dort führte er zwischen Klingenberg und Nordheim zum Neckar, der auf einer Länge von sieben Kilometern als natürliche Grenze diente. Danach verlief der Landgraben von Lauffen aus ostwärts, das Schozachtal durchquerend, nördlich der Orte Schozach, Ilsfeld, Auenstein und Helfenberg, südlich von Talheim, Wüstenhausen und Abstatt. Südlich der Burg Wildeck traf der Landgraben auf die Löwensteiner Berge, auf deren Höhen er südwärts verlief, um anschließend noch das Schmidbachtal zwischen Gronau und Schmidhausen abzuriegeln und am Bräunersberg zu enden. Stets wurden natürliche Hindernisse wie Gewässer, Steilhänge und Verwerfungen mit einbezogen, daher hielt sich die Anlage nicht immer genau an den tatsächlichen damaligen Grenzverlauf Württembergs.

## Anlage und Nutzung
Die Anlage war bis zu 18 Meter breit und bestand aus einem etwa drei Meter breiten und tiefen Graben mit Erdwall. Er war mit Dornbüschen, meist Schlehen, bepflanzt und an als gefährdet eingeschätzten Stellen zusätzlich mit angespitzten Holzpflöcken bewehrt. Es gab nur vier größere Durchlässe, von denen drei mit Türmen gesichert waren: den Nordheimer Landturm an der Straße zwischen Nordheim und Großgartach, die Hauptzollstelle auf der Lauffener Neckarbrücke, den Lauffener Landturm an der Landstraße zwischen Kaltenwesten und Talheim sowie den Wüstenhausener Landturm. Zur Beobachtung dienten zusätzlich die Heuchelberger Warte im Westen sowie ein Turm auf dem Wartkopf bei Beilstein.
Bedeutung hatte der Landgraben hauptsächlich als Zollgrenze. Seine Bedeutung als Landesgrenze wurde bereits 1504 gemindert, als Württemberg im Landshuter Erbfolgekrieg die pfälzischen Ämter Weinsberg, Möckmühl und Neuenstadt eroberte. Dadurch kamen unter anderem Horkheim, Untergruppenbach und Abstatt sowie weitere Orte nördlich des Landgrabens zu Württemberg, die jedoch außerhalb des Befestigungssystems blieben. Militärisch gesehen konnte der Landgraben zwar marodierenden Gruppen Einhalt gebieten, stellte für durchziehende Heere jedoch niemals ein ernsthaftes Hindernis dar. Fuhrwerke konnten den Landgraben jedoch nicht überwinden, und so war der Warenverkehr gezwungen, auf den Fernstraßen zu bleiben und an den Landtürmen Zoll zu entrichten, was für Württemberg eine nicht unerhebliche Einnahmequelle war.
Durch die Mediatisierungen von 1802 bis 1806 gewann Württemberg auch die übrigen Gebiete nördlich des Landgrabens hinzu, der jetzt auf allen Seiten von württembergischem Territorium umgeben war und damit seine Funktion verlor. Wälle und Gräben wurden eingeebnet, die Türme blieben jedoch zum Teil bestehen.

## Relikte

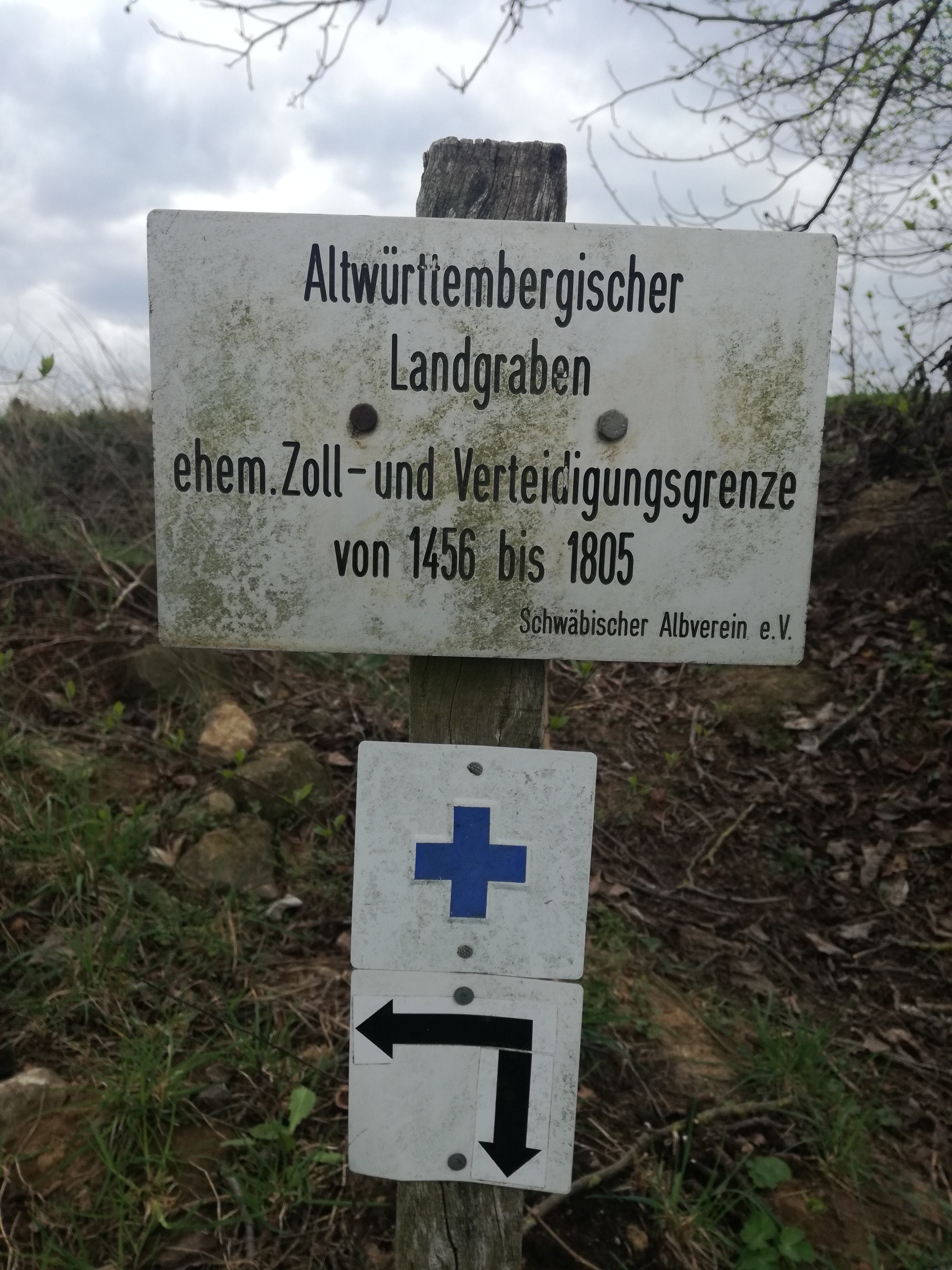
Hinweistafel des Schwäbischen Albvereins zum Landgraben bei Abstatt

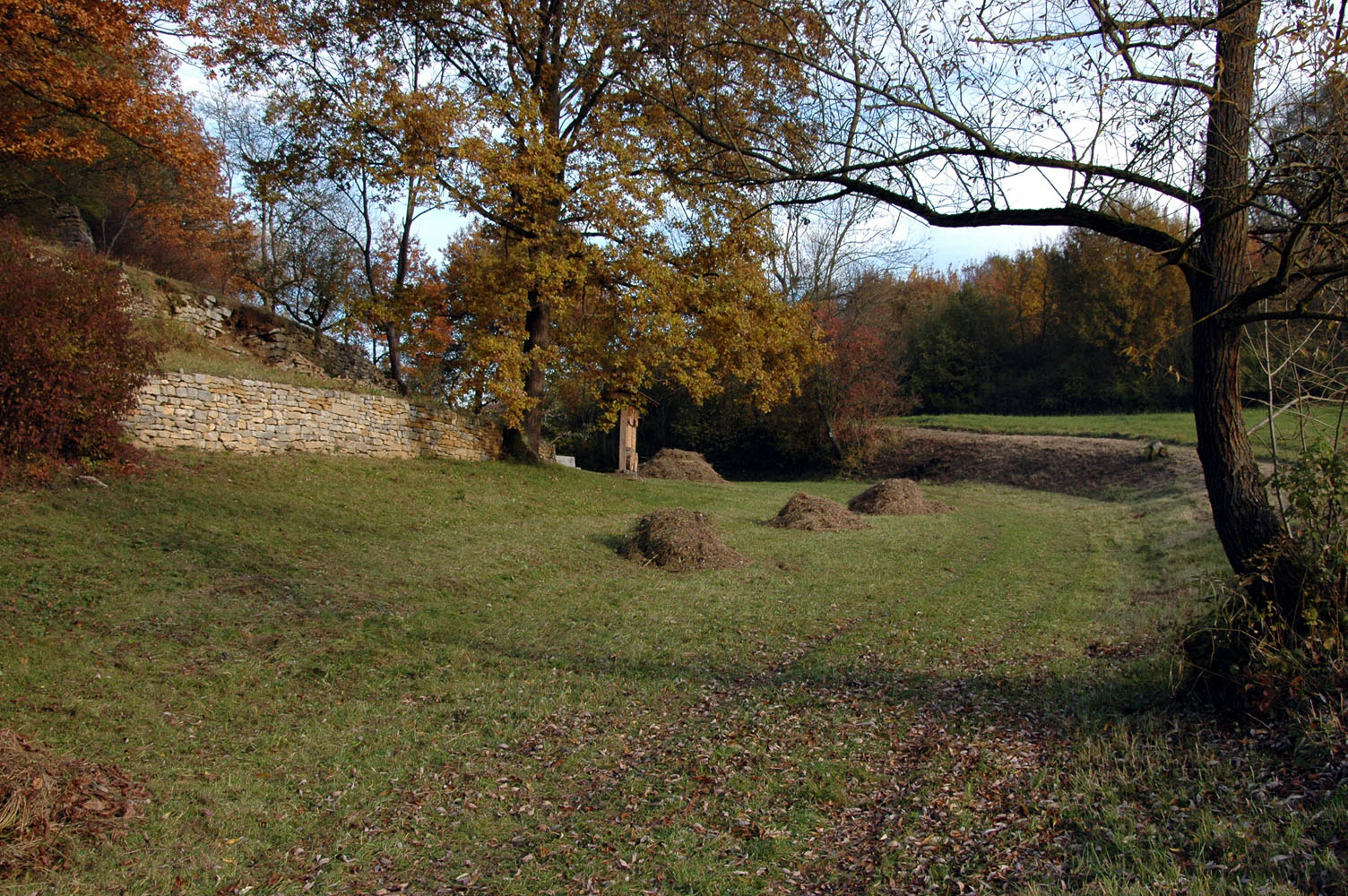
Erhaltene Schneise des Landgrabens östlich der Schozach

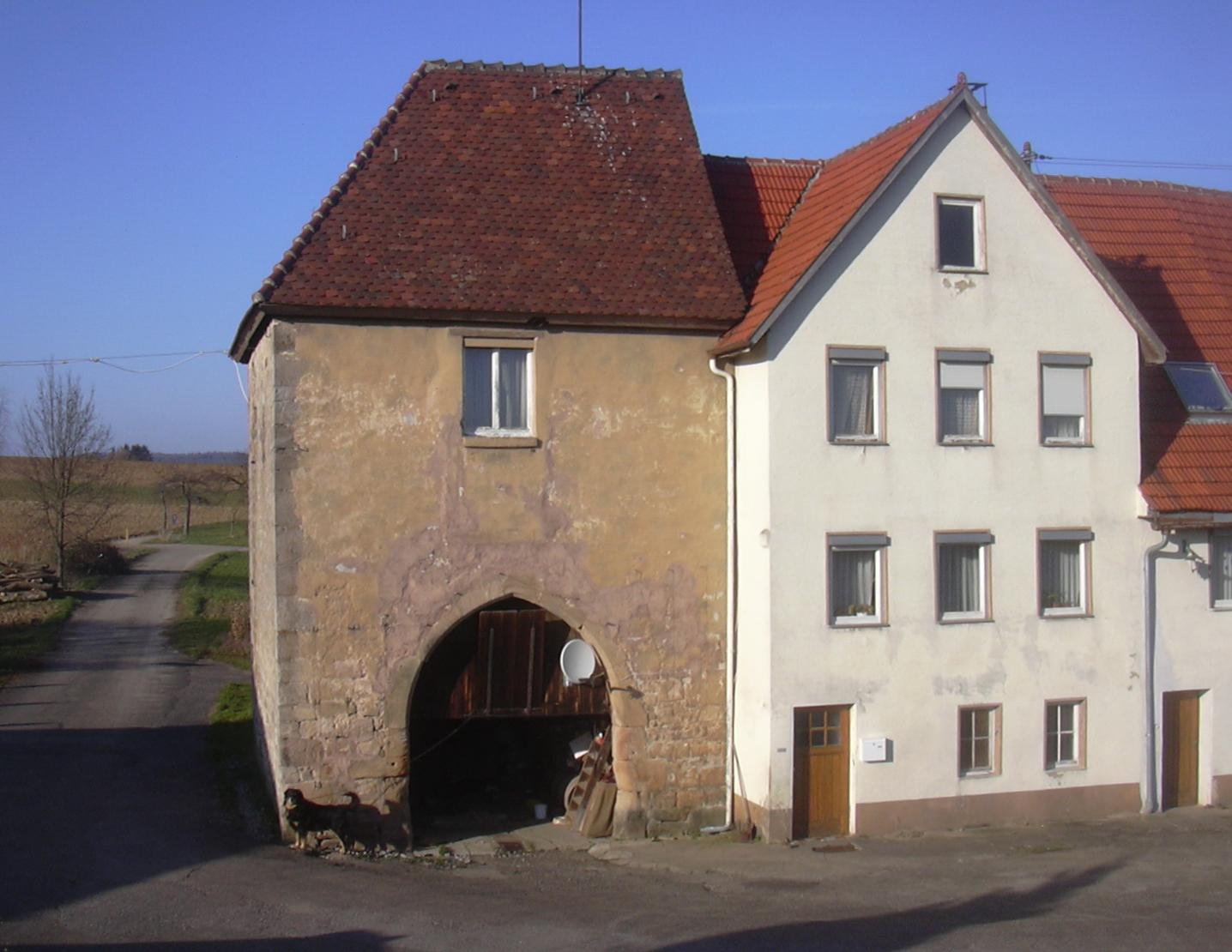
Wüstenhausener Landturm

Die Anlage ist heute größtenteils zugeschüttet und nur noch an wenigen Stellen erkennbar, aber noch heute für den Verlauf einiger Wege, Straßen und Grundstücksgrenzen verantwortlich. Sichtbar sind noch einige Abschnitte nördlich von Nordheim und Auenstein, an der Ilsfelder Straße außerhalb von Lauffen, im St.-Anna-Wald bei Gagernberg sowie an der Landstraße von Schmidhausen nach Jettenbach. Diese Abschnitte wurden 1995 bis 1997 von der Ortsgruppe Lauffen des Schwäbischen Albvereins restauriert, zugleich wurde ein 35 Kilometer langer Wanderweg mit Hinweistafeln eingerichtet, der sich am ehemaligen Verlauf des Landgrabens orientiert. Diese Maßnahme wurde 1997 mit dem Kulturlandschaftspreis des Schwäbischen Heimatbunds ausgezeichnet.
Von den ehemals drei Landtürmen ist der Nordheimer Landturm verschwunden, nur die Gewannbezeichnung „Landturmbacken“ ⊙ auf der Höhe zwischen Nordheim und Großgartach erinnert noch an ihn. Auch auf den „Hauptzoller“ ⊙ in Lauffen weist nichts mehr hin. Er war anfangs zugleich das untere Stadttor am östlichen Brückenkopf, der im Zusammenhang mit dem Dreißigjährigen Krieg 1647 mit den anderen Verteidigungsanlagen geschleift wurde. Seine Funktion übernahm eine überdachte hölzerne Konstruktion auf der Brückenmitte, die ihrerseits um 1810 einem steinernen Bogen wich.
Der 1466 erstmals erwähnte Lauffener Landturm ⊙ ist noch erhalten. Die Landturmstraße von Talheim zur L 1105 führt heute unmittelbar daran vorbei. Nach der Einebnung des Landgrabens gelangte er in Privatbesitz, neben dem Turm befindet sich eine Gaststätte. Das Tor, durch das die Landstraße einst verlief, wurde 1920 zugemauert. Im April 1945 wurde das Obergeschoss des Turms durch Artillerie-Beschuss zerstört, 1949 wurde er wieder hergerichtet.
Der Wüstenhausener Landturm ⊙ befindet sich auf einem landwirtschaftlichen Anwesen südlich von Wüstenhausen abseits der heutigen Landstraße. Die Heuchelberger Warte ⊙ auf der Anhöhe am Rande des Heuchelbergs wurde 1897/98 als Aussichtsturm hergerichtet und ist heute ein beliebtes und bekanntes Ausflugsziel.